# Надиа (српска певачица)
Нађа Терзић (Београд, 2001), познатија као Надиа, српска је кантауторка и ди-џеј.
Нађа је студирала одсек за џез и популарну музику на ФМУ у Београду. Унука је бившег директора ПГП РТС-а Станка Терзића и ћерка редитеља Мирослава Терзића.
Године 2023. пријавила се за такмичење IDJ Show, али не улази у топ 12 такмичара. Исте године појављује се на националном тамичењу за представника Србије на Песми Евровизије и пролази у финале, учествује и наредне 2024. године. Пише музику и текстове за своје песме.
Учествује у снимању хуманитарног сингла Једро.

## Дискографија

### Синглови
- Девојка твог дечка (2023)
- Судари (2024)
- Моје име (2024)
- Бенд 55: Једро (2024)